# 达马特·哈桑帕夏
莫拉里·達馬特·哈桑帕夏（土耳其語：Moralı Damat Hasan Paşa；1658年—1713年），希臘人出身的奧斯曼帝國政治家，曾兩度出任埃及省的總督。

## 生平
他生於摩里亞 ，年幼時因德夫希爾梅制度被徵用，改宗伊斯蘭教並進入伊斯坦堡的恩德倫學校受訓。他最初擔任軍械部門的工作，曾在1703年－1704年間出任大維齊爾，他還娶了穆罕默德四世的女兒哈媞潔蘇丹，因此得到達馬特（駙馬）的頭銜，但後來與妻子被蘇丹流放到伊茲密特。